# Souvenirs d'Edo
Les Souvenirs d’Edo (絵本江戸土産, Ehon Edo miyage) ou Livres d’images des souvenirs d’Edo se réfèrent à deux séries indépendantes de livres illustrés (絵本, Ehon) de scènes d’Edo (ancien nom de Tokyo) produites par des peintres ukiyo-e, montrant tant les quartiers très urbains que les paysages plus ruraux alentour :
- première série de Nishimura Shiganaga parue en 1753 et complétée en 1768 par Suzuki Harunobu ;
- seconde série de Hiroshige et probablement son élève Hiroshige II, publiée de 1850 à 1867.

## Souvenirs d’Edode Shigenaga et Harunobu
La série se compose de trois volumes créés par Nishimura Shiganaga en 1753, rééditée en 1765, et complétée par une suite intitulée Ehon Zoku Edo miyage (Suite des souvenirs d’Edo) de Suzuki Harunobu en 1768.

## Souvenirs d’Edode Hiroshige et Hiroshige II
La série publiée de 1850 à 1867 par l’éditeur Kinkōdō comporte dix volumes préfacés par un lettré et uniquement composés d’illustrations. Les quatre premiers volumes paraissent en 1850 et sont originellement identifiés par le nom des quatre vents (correspondant aux points cardinaux) plutôt que des numéros. Les volumes cinq et six sont ajoutés ensuite, puis le septième, mais les dates exactes ne sont pas connues. Les volumes huit à dix sortent après la mort de Hiroshige (1858), respectivement en 1861, 1864 et 1867. Les sept premiers volumes sont le travail de Hiroshige, tandis que les deux derniers sont attribués à Hiroshige II (Shigenobu) et le septième, non signé, pourrait également être de la main de ce dernier. Le style des peintures des trois derniers volumes est en tout cas inférieur aux premiers,.
La ville d’Edo, où est né et a vécu Hiroshige, constitue un de ses thèmes favoris tout au long de sa carrière. Contrairement à la tradition picturale, il ne se limite pas à la représentation des lieux célèbres (meisho) de la tradition poétique, mais peint aussi des lieux pour leur intérêt topographique ou historique, à la manière des meisho zue comme l’Edo meisho zue. En ce sens, les Souvenirs d’Edo préfigurent de sa célèbre série d’estampes des Cent vues d'Edo. De nombreux paysages ou compositions (plus de la moitié selon Smith) sont en effet similaires dans les deux œuvres,.